# Ishtar Terra

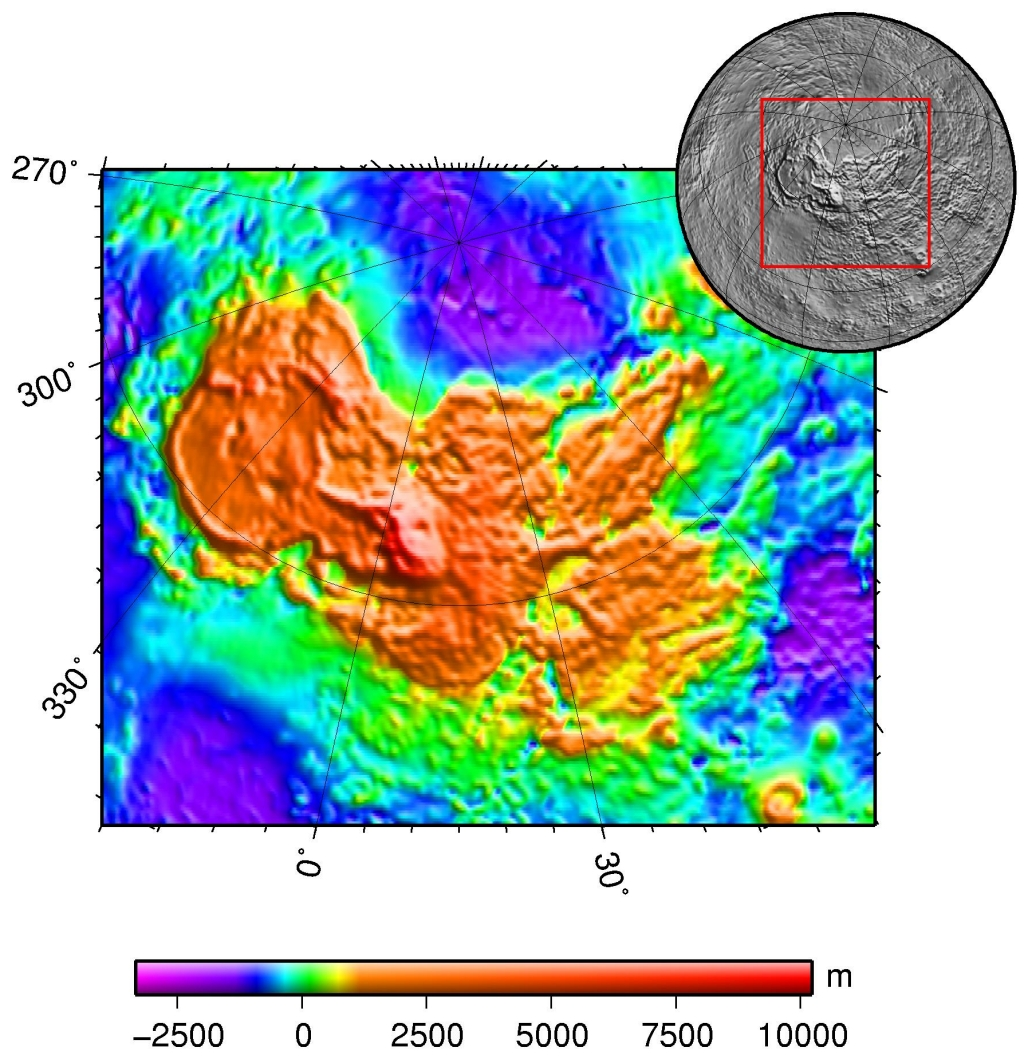
Az Ishtar Terra topográfiai térképe

Az Ishtar Terra a Vénusz két kontinensének egyike (a másik az Aphrodite Terra), az északi félgömbön található. Mérete nagyjából Ausztrália területének felel meg. Magassága meredeken csökken a környező területek felé, különösen a délnyugati szárnyon. Egyedinek számít a Vénusz felszínén, mert kerülete mentén több kilométer magas felföldek emelkednek. Keleti részén húzódik a Maxwell Montes hegység, amely 17 km-es magasságával a legmagasabb pont a Vénuszon. További hegységek a Frejya Montes északon, az Akna Montes nyugaton és a Danu Montes délen, ami 1200 km hosszúságú. Ezek körbeveszik az Ishtar Terra alacsony síkságát, a Lakshmi Planumot.
A Keleti Ishtar egy dimbes-dombos síkság, ami 100 és 1000 km közötti kiterjedésű.

## Külső hivatkozások
- https://web.archive.org/web/20060511172654/http://irsps.sci.unich.it/research/projects/venus/ishtar/
- http://pds.jpl.nasa.gov/planets/captions/venus/perspect.htm
- https://web.archive.org/web/20070318150841/http://www.funkyscience.net/imagebank/channel_ishtar.html